# Campestre do Menino Deus
Campestre do Menino Deus (Pronunciación portuguesa: [käp'Estri du men'inu d'ews], "Campestre del Niño Dios") es un barrio del distrito de Sede, en el municipio de Santa Maria, en el estado brasileño de Río Grande del Sur. Está situado en el norte de Santa Maria.

## Villas
El barrio contiene las siguientes villas: Campestre do Menino Deus, Perau, Rincão do Soturno, Vila Dutra, Vila Garibaldi, Vila Menino Deus, Vila Pires.

## Galería de fotos
| Noroeste: Santo Antão Nossa Senhora do Perpétuo Socorro | Norte: Santo Antão / Itaara                      | Nordeste: Itaara                      |
| Oeste: Nossa Senhora do Perpétuo Socorro                |                                                  | Este: Itaara Km 3                     |
| Suroeste: Nossa Senhora do Perpétuo Socorro             | Sur: Nossa Senhora do Perpétuo Socorro / Itararé | Sureste: Km 3 Presidente João Goulart |